# 175P/Хердженротера
Комета Хердженротера 2 (175P/Hergenrother) — короткопериодическая комета из семейства Юпитера, которая была обнаружена 4 февраля 2000 года американским астрономом Карлом Хердженротером с помощью 0,41-метрового телескопа Шмидта в рамках обзора CSS. Комета была описана как диффузный объект 17,1 m звёздной величины с центральной конденсацией и небольшим хвостом в 11" угловых секунд длиной. Комета обладает довольно коротким периодом обращения вокруг Солнца — чуть более 6,5 года.

Орбита кометы Хердженротера 2 и её положение в Солнечной системе

Вскоре удалось найти комету на более ранних снимках, полученных 4 и 8 января, на которых она имела магнитуду 18,7 m и 19,4 m. Основываясь на этих данных, а также наблюдениях за период с 4 по 6 февраля, Г. В. Уильямс рассчитал первую эллиптическую орбиту, согласно которой комета должна была пройти перигелий 18 марта 2000 года и иметь период обращения 6,72 года. В течение февраля яркость кометы находилась в диапазоне от 17,6 до 18,7 m, размер комы колебался от 6 " до 12 " угловых секунд, а длина хвоста увеличилась с 10 " угловых секунд до 3 ' угловых минут. Комета достигла максимальной яркости в 16,0 m в конце марта, после чего начала постепенно угасать по мере удаления от Солнца. В последний раз она наблюдалась 6 июня японским астрономом Акимаса Накамурой. После этого, Патрик Роше, используя 190 позиций кометы, полученных за период с 4 января по 6 июня 2000 года, существенно уточнил орбиту кометы с точностью до ±0,0434 суток. Согласно новым расчётам комета прошла перигелий 19 марта и имела период обращения 6,63 года. В июне 2003 года японский астроном Сюити Накано, применив к этой орбите возмущения со стороны Меркурия и Нептуна, а также нескольких самых крупных астероидов, определил дату следующего возвращения кометы как 6 ноября 2006 года.

## Сближения с планетами
В течение XX века комета дважды сближалась с Юпитером на расстояние менее 1 а. е. В XXI веке ожидается ещё два подобных сближения с этой планетой.
- 0,38 а. е. от Юпитера 5 сентября 1951 года;
- 0,77 а. е. от Юпитера 22 сентября 1962 года;
- 0,77 а. е. от Юпитера 12 февраля 2022 года;
- 0,30 а. е. от Земли 22 сентября 2051 года.